# François-Nicolas Martinet
François-Nicolas Martinet (n. 1731)  fue un ingeniero, grabador y naturalista francés. Martinet se formó como ingeniero y dibujante. El grabado fue inicialmente una profesión secundaria, pero su popularidad lo llevó a convertirlo en su principal actividad. Probablemente murió a fines de la década de 1790 (Las fuentes no coinciden en el año exacto de su muerte). Uno de sus hijos, Aaron Martinet, se instaló  como grabador en París. Él grabó las ilustraciones de pájaros para las obras más influyentes en Francia del siglo XVIII, en particular en la Historia natural de las aves de Buffon, grabando 1008 ilustraciones. 

## Galería

Grabados diversos
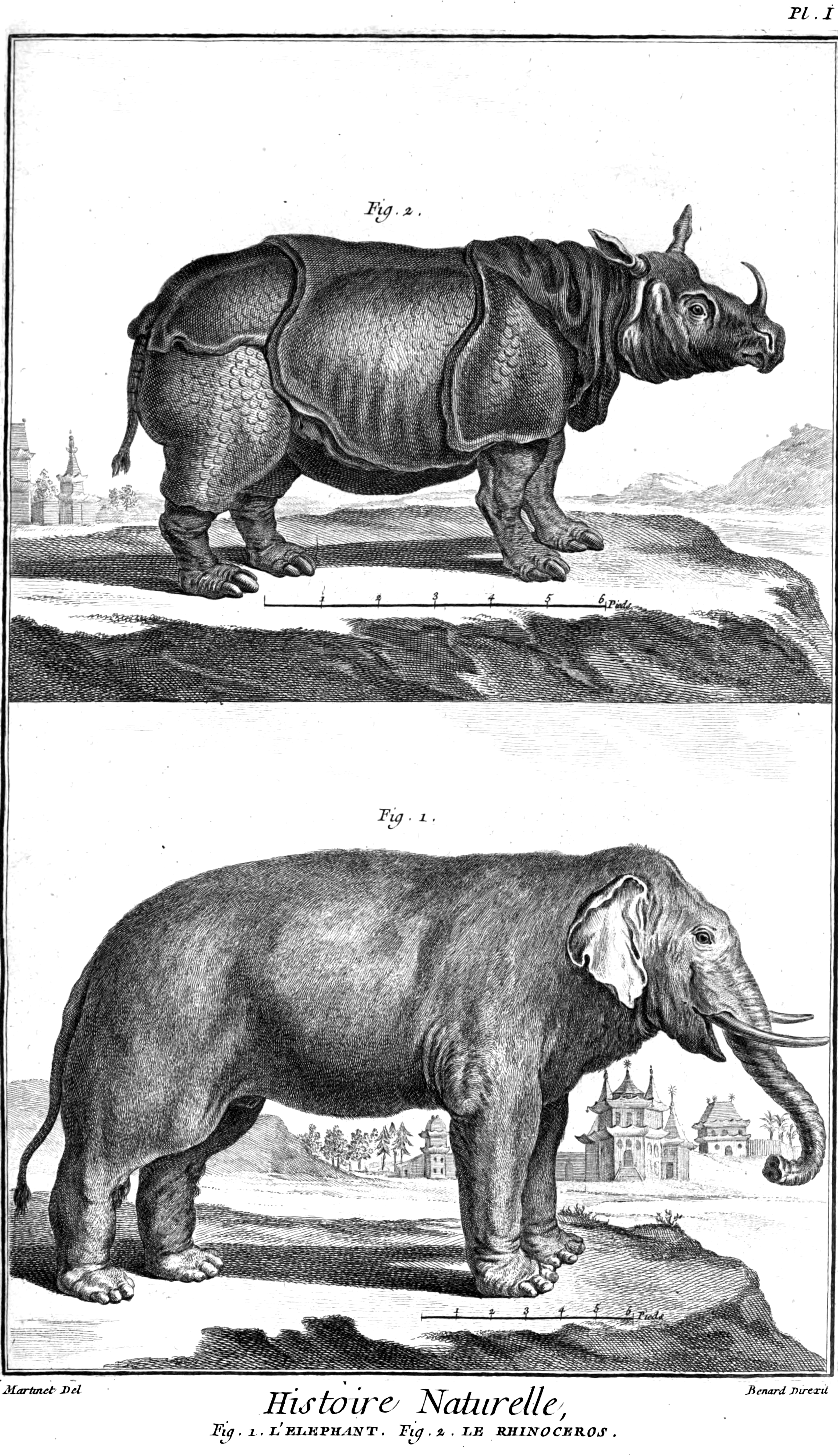
Rinoceronte y elefante
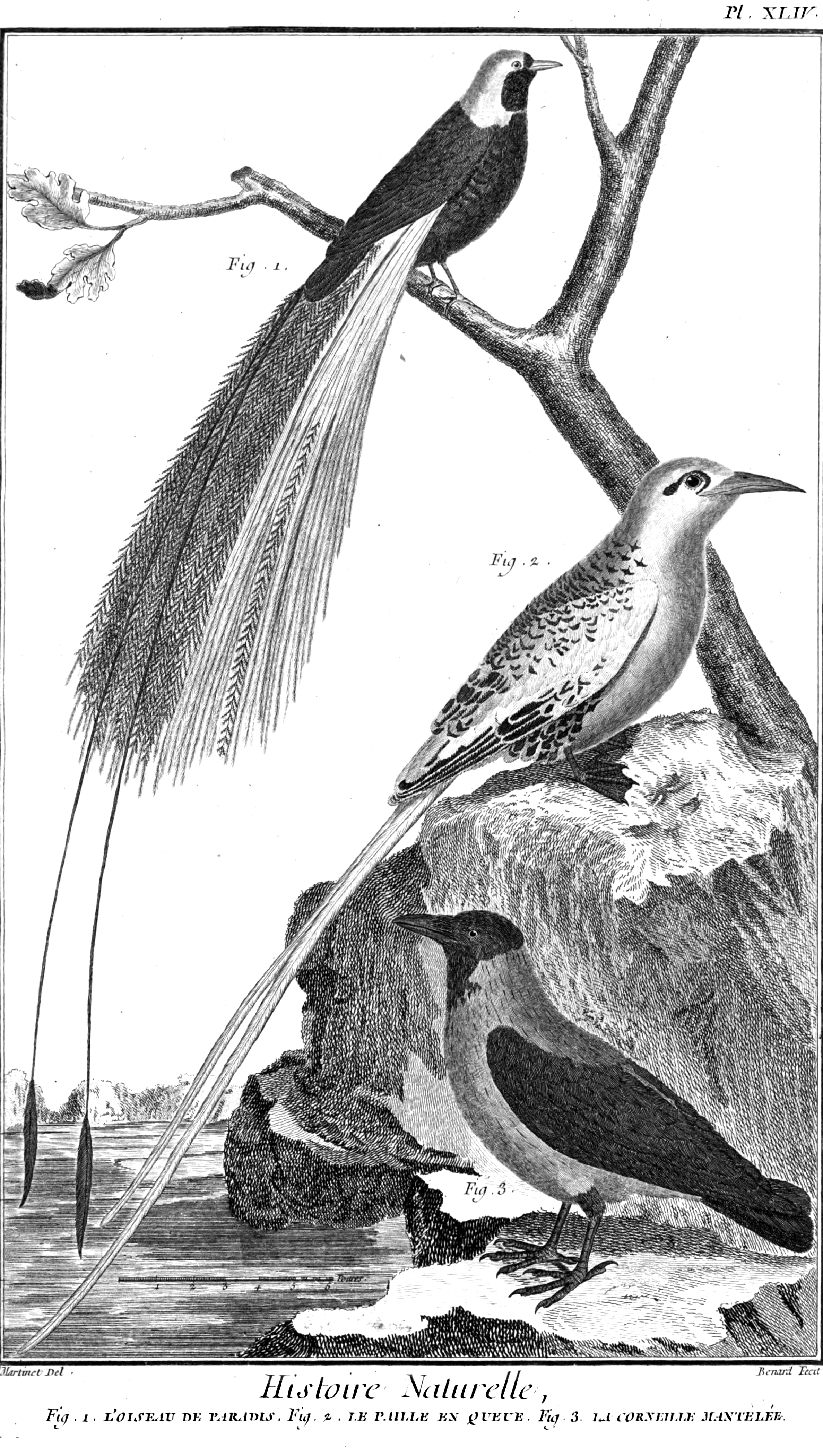
Aves del paraíso
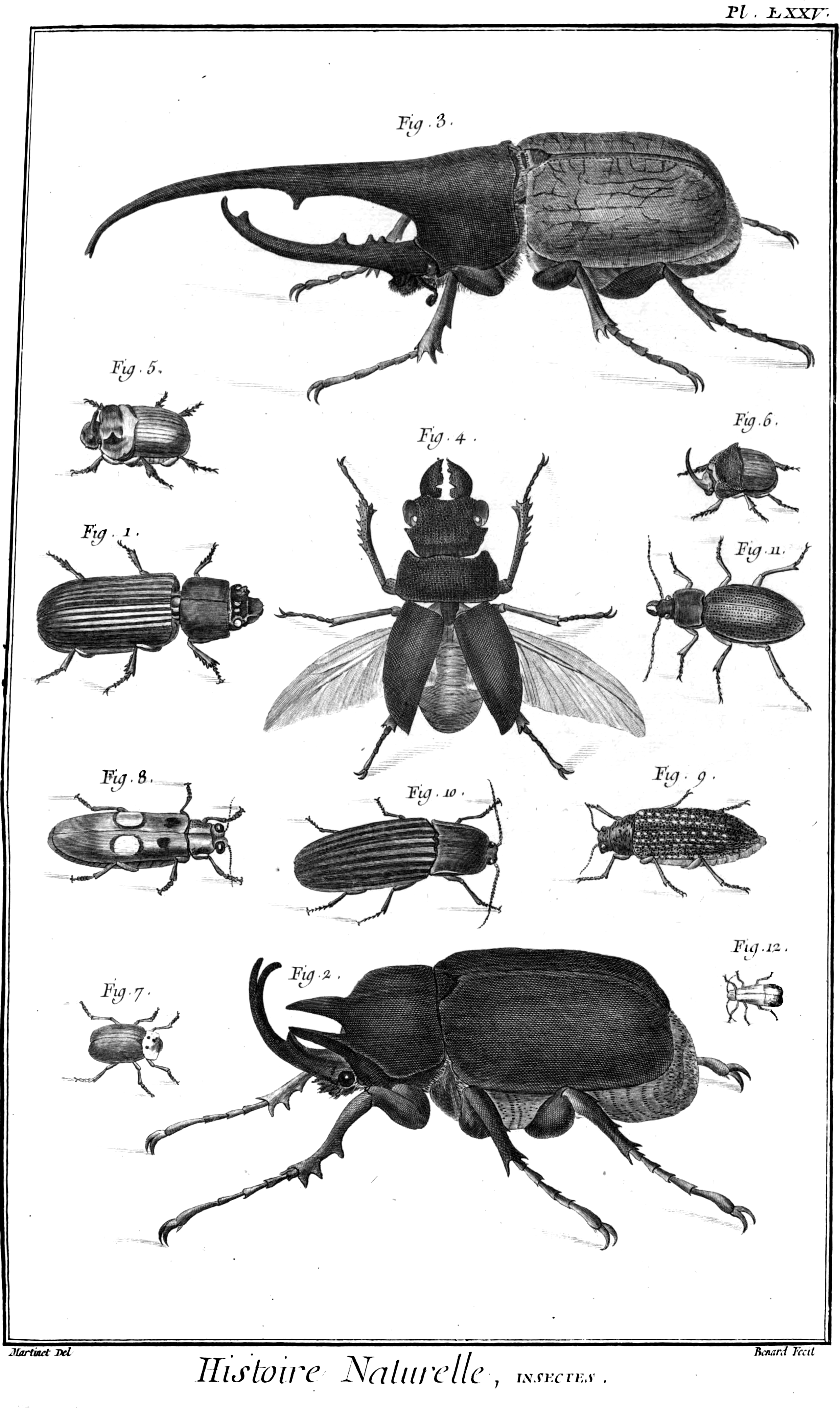
Coleópteros
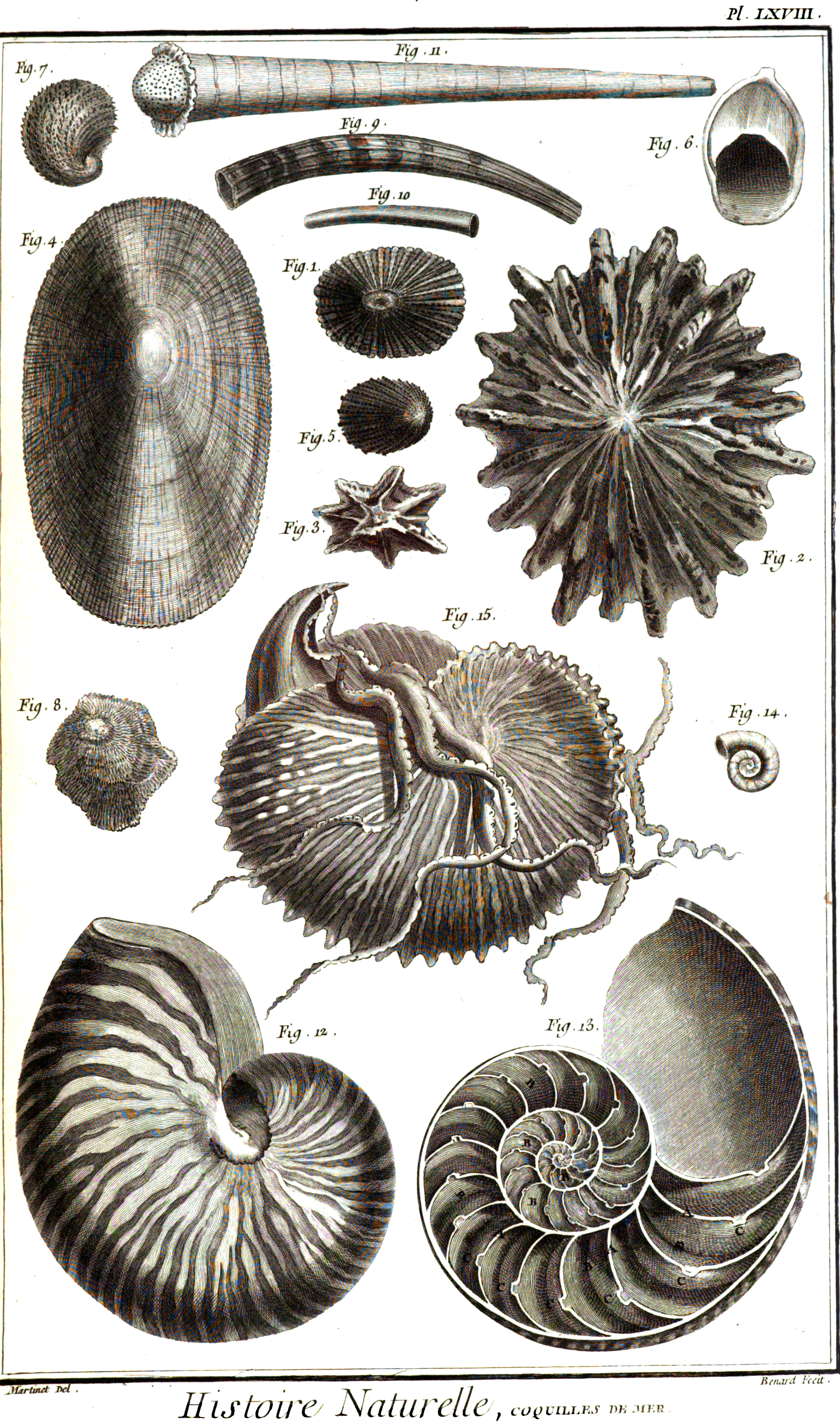
Pateles y Nautilius
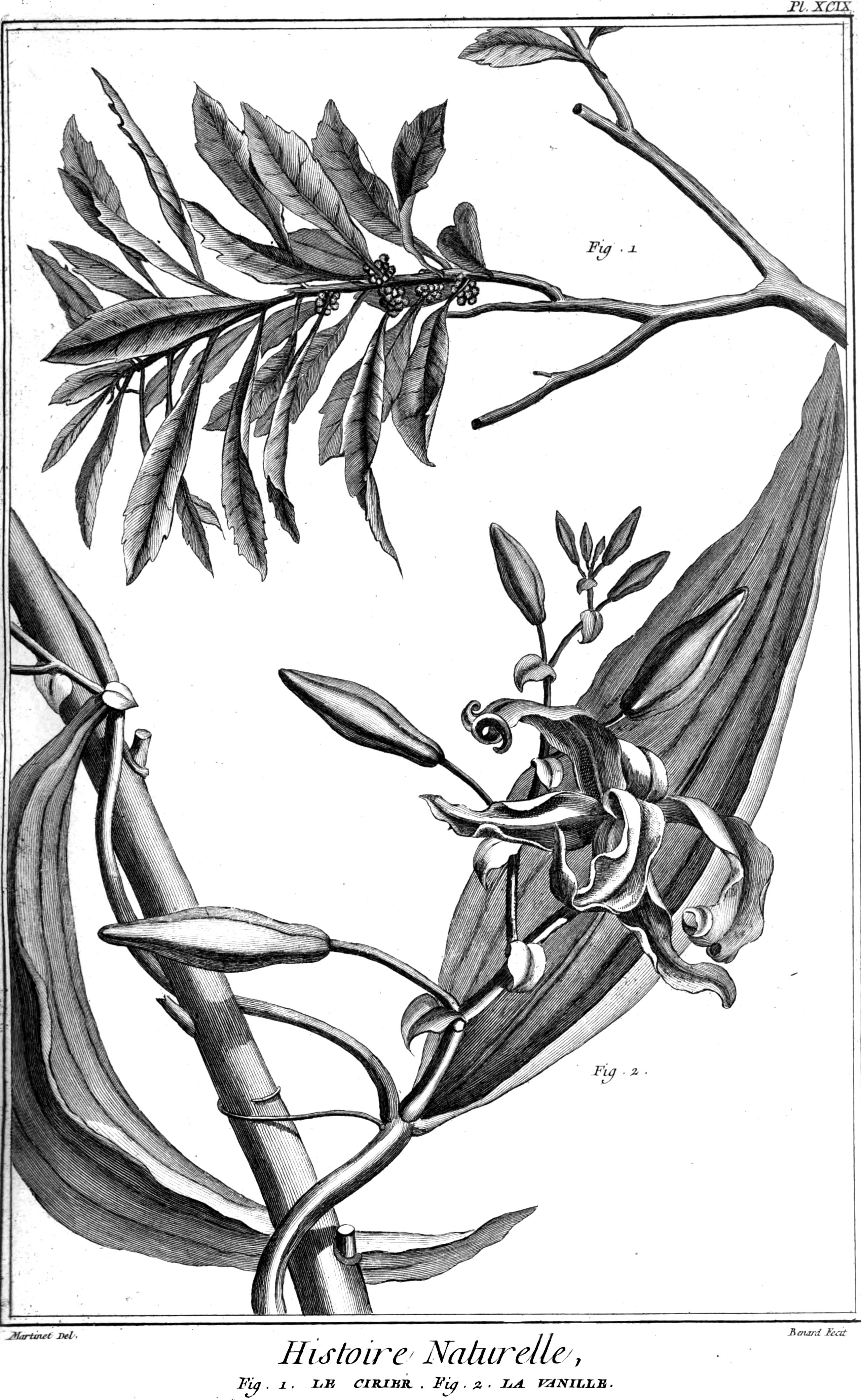
Vainilla y árbol de cera